# 人之初 (1963年電影)
《人之初》（英語：Father and Son）是1963年上映的一部香港黑白劇情片，為導演吳家驤的電影處女作，由白露明、王引、雷震及王萊主演，電影講述因環境所迫而阻礙人倫之愛的故事。本片榮獲第3屆金馬獎優等劇情片及最佳女配角（王萊）。

## 劇情
趙桐春（李英 飾）遭法官胡正道（王引 飾）誤判而坐了五年冤獄，為了報復，趙綁架法官之孕妻羅湘綺（王萊 飾），又故意將她放走，令人誤以為她懷的是賊胎。慘被趕走的湘綺飽受委屈與誤解，而被譏為野種的兒子胡世傑（雷震 飾）在長大後誤入歧途，淪為扒手，多番入獄仍不能自拔。及後，世傑與方嘉音（白露明 飾）戀愛，在愛情的滋養下打算重新做人，可惜趙桐春不肯罷休，綁去其母。為了解救母親，世傑殺死趙桐春而遭到逮捕，母追出時被車撞倒。世傑在愛人苦苦相勸下終願受制裁。審訊之日，法官胡正道始知世傑為親生兒子，雖然依法判處其三年徒刑，卻深感悔疚，親到獄中向子認錯。

## 角色
| 演員   | 角色       | 備註                         |
| 白露明 | 方嘉音     | 胡世杰女友                   |
| 王引   | 胡正道     | 法官                         |
| 雷震   | 胡世杰     | 胡正道之子                   |
| 王萊   | 羅湘綺     | 胡正道的妻子                 |
| 田青   | 老鼠       |                              |
| 劉恩甲 | 猴子       | 扒手                         |
| 小佩佩 | 方嘉音幼年 | (童星)                       |
| 鄧小宇 | 胡世杰幼年 | (童星)                       |
| 李英   | 趙桐春     | 因被胡正道誤判入獄而展開報復 |
| 唐迪   | 探長       |                              |

## 創作
《人之初》的創作源自於身兼導演及編劇的吳家驤受到了一部外國小說的啟發——書中述說人性本善，只是有時候因為環境及形勢所迫，造成了善與惡的出現，當人在誤入歧途後，想走回頭路時，惡念又會令人無法自拔。吳家驤以這個主旨創作出了這個社會倫理故事。

## 獎項
| 年份 | 頒獎典禮    | 獎項       | 名字     | 結果 |
| ---- | ----------- | ---------- | -------- | ---- |
| 1965 | 第3届金馬獎 | 優等劇情片 | 電懋公司 | 獲獎 |
| 1965 | 第3届金馬獎 | 最佳女配角 | 王萊     | 獲獎 |

## 外部連結
- 香港影庫上《人之初》的資料（繁體中文）
- 时光网上《人之初》的資料（简体中文）
- 豆瓣电影上《人之初》的資料 （简体中文）
- 互联网电影数据库（IMDb）上《人之初》的资料（英文）